# Bystričany
Bystričany jsou obec na Slovensku, v okrese Prievidza v Trenčínském kraji. Žije v nich přibližně 1 800 obyvatel. První písemná zmínka o vesnici je z roku 1388. V části Chalmová je románský římskokatolický kostel svaté Anny ze 12. století a klasicistní kaštel. V katastrálním území obce leží národní přírodní rezervace Veľká skala.